# Silja Symphony
Die  Silja Symphony der finnischen Reederei Tallink-Silja wird auf der Route Helsinki – Mariehamn – Stockholm eingesetzt. Sie wurde 1991 auf der Masa-Werft (heute Meyer Turku Oy) in Turku, Finnland gebaut.

## Geschichte

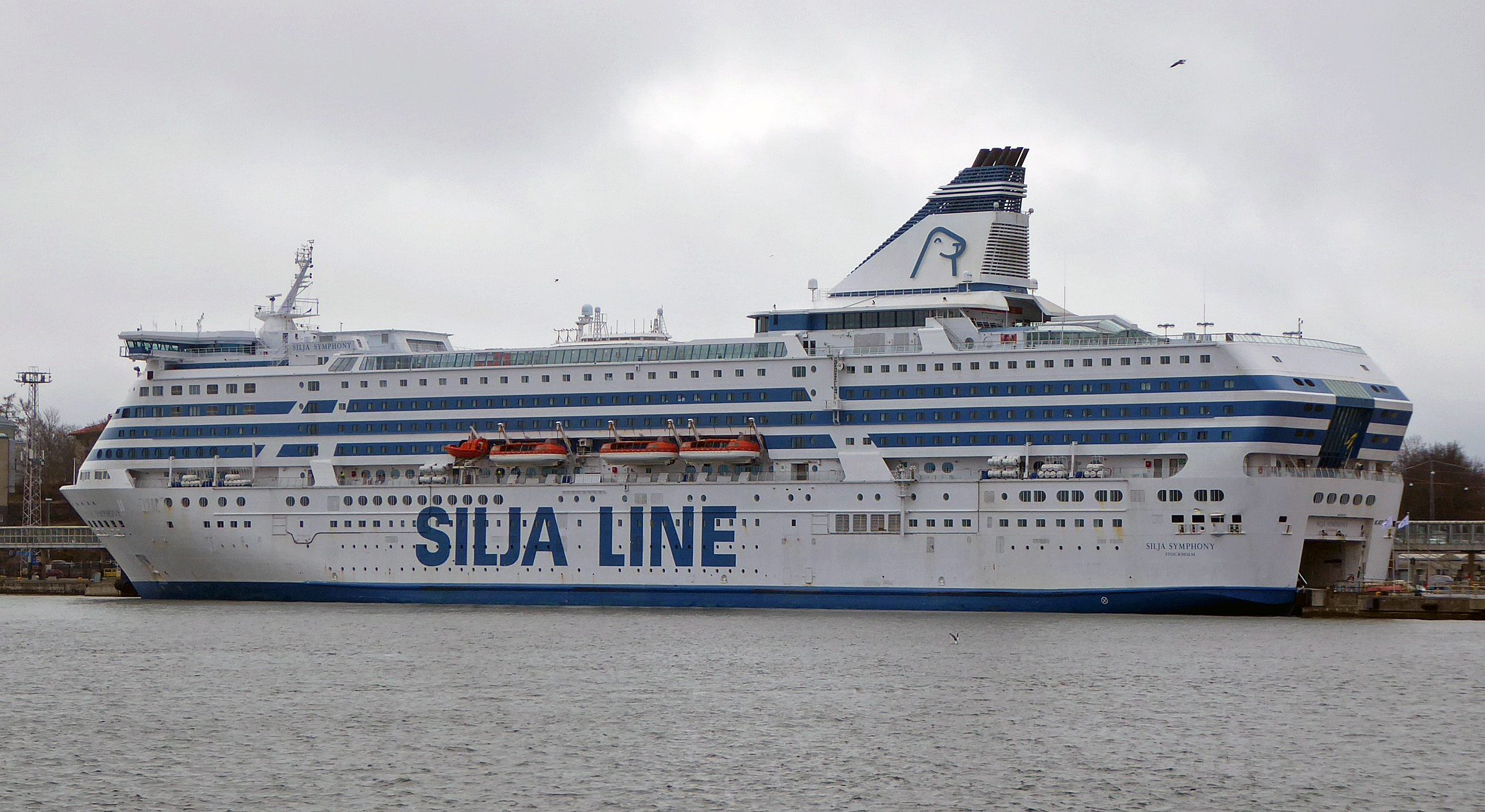
Heckansicht der Silja Symphony

Das Schiff wurde am 21. März 1988 bestellt. Am 4. Juni 1990 wurde das Schiff auf Kiel gelegt, der Stapellauf folgte am 15. November 1990. Am 21. Januar 1991 wurde das Schiff von Alice Babs getauft. Am 8. Mai 1991 ging das Schiff auf Probefahrt.
Während des Baus der Silja Symphony ging die damalige Bauwerft Wärtsilä Marine bankrott, woraufhin sich die Ablieferung an Oy Svea Line Finland Ab um mehrere Monate auf den 30. Mai 1991 verzögerte. Das Schiff kam unter Schwedischer Flagge mit Heimathafen Stockholm in Fahrt. Das Schiff nahm daraufhin am 31. Mai 1991 den Betrieb zwischen Helsinki und Stockholm auf. Die Silja Symphony und ihr Schwesterschiff Silja Serenade waren bei ihrer Indienststellung die größten Kreuzfahrtfähren der Welt und hatten als erste Schiffe eine durchgehende Promenade über die komplette Schiffslänge. Im Gegensatz zu den neueren Schiffen mit Einkaufsmeile haben die beiden Schwestern der Silja Line keine ausreichenden Brandschutztore in der Promenade. Die Schiffe sind daher nur mit Ausnahmegenehmigung, mit der Begründung die Route verlaufe ja relativ küstennah, für den Verkehr zugelassen.
Im Gegensatz zum zuvor gebauten Schwesterschiff Silja Serenade bestand der Kaminaufbau der Silja Symphony nicht aus Stahl, sondern aus leichterem Aluminium, wodurch Gewichtseinsparungen erreicht wurden.
Am 7. Februar 1996 lief die Silja Symphony um 19:08 Uhr im Stockholmer Schärengarten auf Grund, konnte sich jedoch einen Tag später aus eigener Kraft befreien. Das Schiff fuhr zurück nach Stockholm und wurde dort untersucht. Kleine Schäden wurden daraufhin in Helsinki repariert.
Im Dezember des gleichen Jahres wurden ihre Maschinen mit Abgasreinigungsanlagen ausgerüstet, um die Emission von Stickoxiden zu verringern. Um nach den Änderungen der Duty-Free-Regelungen der EU auf den „Schwedenschiffen“ weiterhin zollfreien Einkauf anbieten zu können, wurde im Juni 1999 Mariehamn als Zwischenstopp auf der Route Helsinki – Stockholm eingeführt.
Am 6. August 2001 wurde ein Schwarm Fische durch das Kühlsystem der Maschinen gesaugt und verstopfte dieses. Dieses führte zu einer Überhitzung und Abschaltung der Maschinen, was einen 15-minütigen Blackout des Schiffes verursachte. Durch diesen Vorfall konnte das Schiff Helsinki nur mit etwa 1,5 Stunden Verspätung erreichen.
Im Januar 2004 und 2005 machte die Silja Symphony je zwei Kreuzfahrten nach Tallinn.
Im Januar und Februar 2006 wurden die Silja Symphony und Silja Serenade bei Luonnonmaan telakka in Naantali grundlegend renoviert. Kurz danach wurde Silja Line von der Estnischen Tallink-Gruppe übernommen. Am 9. Januar 2007 rammte die Silja Symphony während eines Sturms eine Gangway im Hafen von Mariehamn und verursachte einen Schaden von ungefähr 600.000 Euro.

## Ab 2020
Wegen der fortschreitenden Verbreitung des Corona-Virus wurde das Schiff, das die Route Stockholm–Riga bedient, am 6. September 2020 aufgelegt.

## Schwesterschiff
Die Silja Symphony hat ein Schwesterschiff, die Silja Serenade. Es gibt Unterschiede zwischen den Schwesterschiffen. So sind die Außendecks auf der Silja Symphony hellblau, während sie auf der Silja Serenade grün lackiert sind. Die Augen des Seehunds auf dem Schornstein der Silja Symphony sind blau, während der Seehund auf der Silja Serenade weiße Augen mit blauem Rand hat. Der Lampenkasten mit dem Schiffsnamen ist auf der Silja Symphony weiß beleuchtet, während der Name der Silja Serenade in weißer Schrift auf blauem Grund leuchtet.

## Decksplan
1. Maschinenraum
2. Maschinenräume, C2-Class-Kabinen
3. Autodeck, Besatzungsbereiche
4. Autodeck, Besatzungsbereiche
5. Siljaland-Kinderparadies, Driver’s Club, A- und C-Class-Kabinen
6. Tagungsräume, Restaurant Tavoláta, Buffet Grande Buffet, Duty-free Shop Tax-Free Superstore
7. Atlantic Palace Nachtclub & Casino, Kids&Toys; Gifts&Electronics; Luxury und Fashion Shops, Mundo; El Capitan; Happy-Lobster- und Bon-Vivant-Restaurant, Old-Port-Pub, Sushi-Restaurant/Café
8. Atlantic-Palace-Nachtclub,  A- und Promenade-Class-Kabinen
9. Junior Suiten, A-, Promenade- und B-Class-Kabinen.
10. Commodore Lounge, Commodore-, A-, Promenade- und B-Class-Kabinen.
11. Silja Suite, Commodore-, A-, Promenade- und B-Class-Kabinen.
12. Sonnendeck, Sunflower Oasis-Sauna, Schwimmbad und Whirlpools, Besatzungsbereiche
13. Brücke, New York Club and Lounge Disco